# Franz Anton Schmider

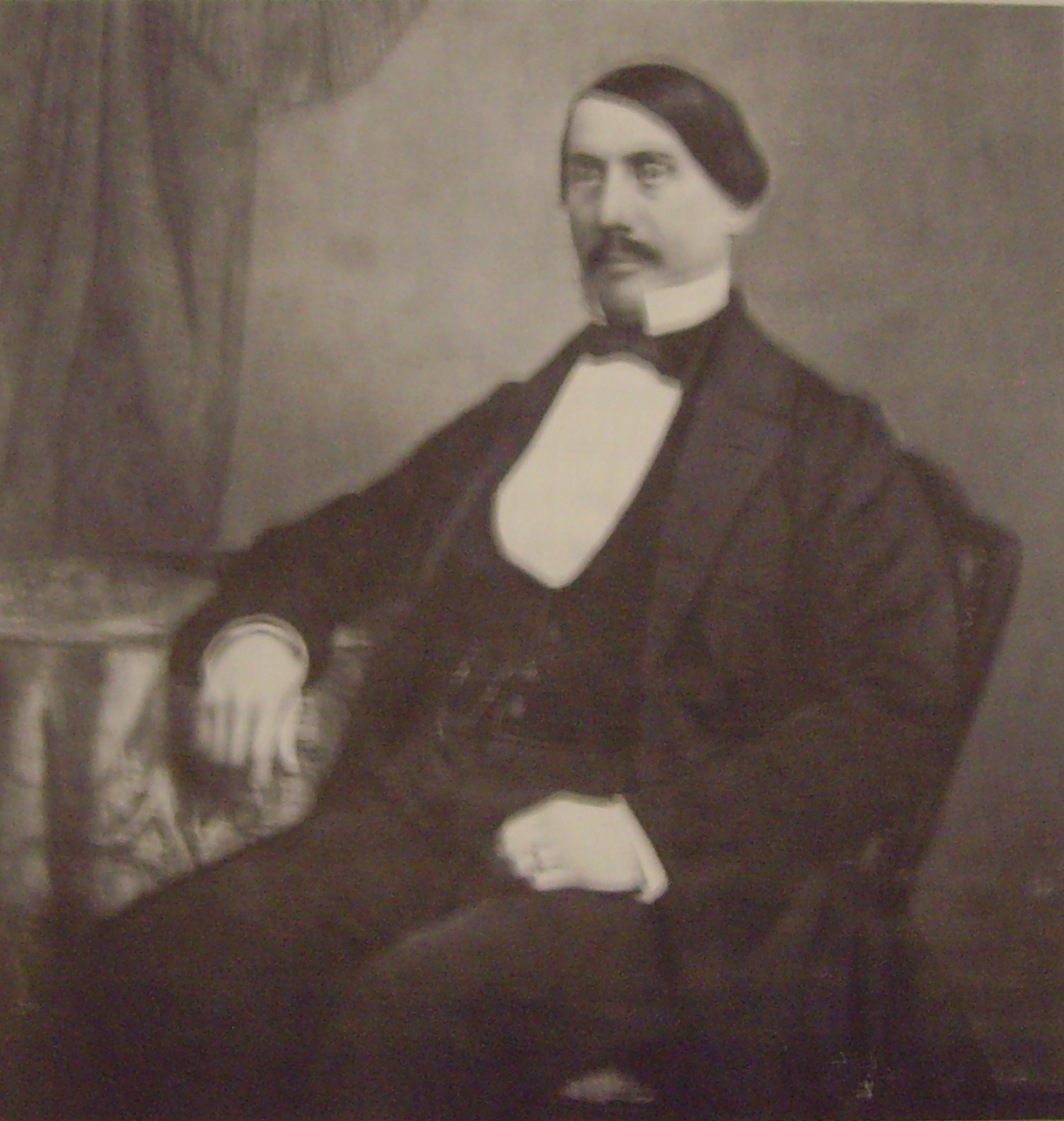
Porträt Graf Magga

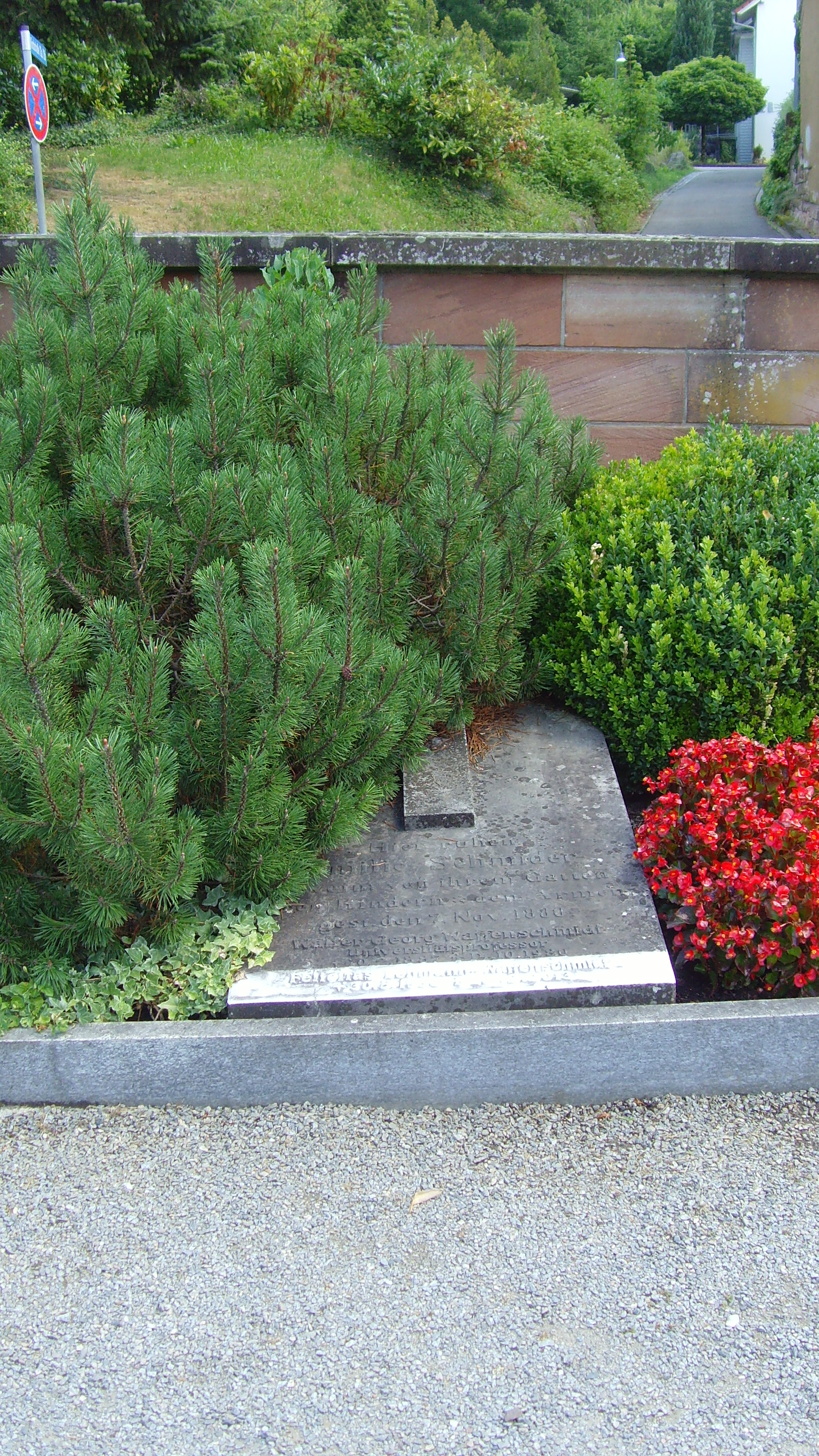
Familiengruft „Schmider“ seit 1882

Franz Anton Schmider (Pseudonym: Graf Magga; * 11. Juli 1817 in Zell am Harmersbach; † 4. September 1891 in Marbach) war ein Modelleur für Porzellan, Hotelier in New York, Zigarrenhersteller, Händler, Erfinder, Begründer der „Unteren Fabrik“ der Zeller Keramik und zuletzt Betreiber einer Bahnhofsrestauration.
Er ist bekannt durch die Erzählung Der Graf Magga von Heinrich Hansjakob in dessen Buch Bauernblut.

## Leben
Die Eltern waren Dorfhafner und Halbbauern in Biberach/Baden. Sie gingen 1826 nach Zell, um dort in der Keramikfabrik zu arbeiten. Als Schulkind half Schmider seinem Vater in der Fabrik, wenn er schulfrei hatte. Als Lehrling wurde er vom Fabrikherrn Gottfried Ferdinand Lenz in das Modelleuratelier aufgenommen und gefördert. Er heiratete am 17. November 1855 dessen uneheliche Tochter Emilie (geb. Dreutler). Deren Mutter war die Haushälterin bei Lenz, wollte diesen aber nicht heiraten. Sie sorgte jedoch für die Verheiratung ihrer Tochter mit Schmider. Sein weiteres Leben war wechselhaft. Als Künstler wurde er reich und wieder arm und kam dann doch wieder zu Geld. Eine dunkle Phase des Verschollenseins in Paris gab es Ende der 1850er Jahre. Seine Frau holte ihn zurück nach Zell, doch der Fabrikherr verstieß ihn.
Mit Emilie hatte er sechs Kinder. Emilie starb am 7. November 1880. 1882 ließ Schmider eine Familiengruft in Zell anlegen, da er aus der Erbschaft von Lenz aufgrund der Verwandtschaftsverhältnisse eine Summe von 50.000 Mark erhalten hatte. Das Grab mit Marmorplatte existiert noch heute. 1980 wurde dort Walter Georg Waffenschmidt und 2013 dessen Tochter Felizitas Lehmann-Waffenschmidt, die Urenkelin von Schmider beigesetzt.
Schmider war Kirchenrat und Mitglied des Stiftungsrats in Zell a. H.

## Leistungen
Als Modelleur / Keramikfachmann
Für die Keramikfabrik, Vorläufer der heutigen Zeller Keramik, entwickelte er neue Formen und Modelle, die preisgekrönt wurden.:
1864 „goldene Medaille“ (Karlsruher Schloß, Großherzog), 1854 „Auszeichnung“ (Münchner Ausstellung), 1858 „Goldmünze“ (Schwarzwälder Industrieausstellung).
Er war einer der Gründerväter der Zeller Keramik, denn er begründete die Untere Fabrik. 1861 stellte er selbständig seine Produkte bei einer Gewerbeschau bzw. Industrieausstellung aus. 1869 finanzierte er den ersten Neubau der Unteren Fabrik in Zell.
Als sozial engagierter Bürger
Er beendete um 1860 die Unsitte eines Kirchenverwesers, der alle unehelichen Kinder auf den stets gleichen Namen taufte. Er übernahm Patenschaften für diese Kinder und setzte durch, dass die Mütter die Namen ihre Kinder bestimmen konnten.
Als Künstler
Viele Jahre begeisterte er die Zeller Bürger mit Festspielen zur Fastnacht. Zeitweise wurden unter seiner Leitung umgeschriebene Shakespeare Dramen aufgeführt. Zitat: „Eures Daseins heiterste Tage ruhen in den Erfindungen meines Geistes.“
Auch sorgte er dafür, dass nie Stücke aufgeführt wurden, die lebende Personen verhöhnten.

## Künstlername / Spitzname
Den Namen Graf Magga erhielt Schmider nach einem Streich, den er 21-jährig 1838 dem Posthalter von Stöcken gespielt hatte. Bei einem Ausflug nach Straßburg gab er sich als hoher Herr von Stande aus, denn Geld hatte er. Bei einer Rast in Gengenbach bestellte er „Magga“ – Wein, statt Malaga. (Zu dieser Zeit war das ein Modegetränk) Dies sprach sich anschließend herum und der Name „Graf Magga“ wurde geboren. Er nutzte den Spitznamen geschickt und machte diesem „Titel“ durch seinen vorbildlichen Lebenswandel und seine persönliche Ausstrahlung alle Ehre.

## Graf Magga heute
1980 gab es eine Vortragsreihe Stadt Zell und Hansjakobs Erzählungen. „Graf Magga“ wurde darin sehr hervorgehoben.
Im Februar 2010 wurde in Haslach zum 150. Geburtstag der Narrenzunft der Einzug des Grafen Magga mit Kutsche dargestellt.
Im März 2014 wurde die Episode zur Namensgebung anlässlich der Zeller Fastnacht (Preismaskenball) dargestellt. Die Akteure verkörperten Hansjakob und Graf Magga. Sie erhielten den 1. Preis (Paarmaske).
Im Jahr 2017 gab es mehrere Veranstaltungen anlässlich seines 200. Geburtstags.